# De Jussieu

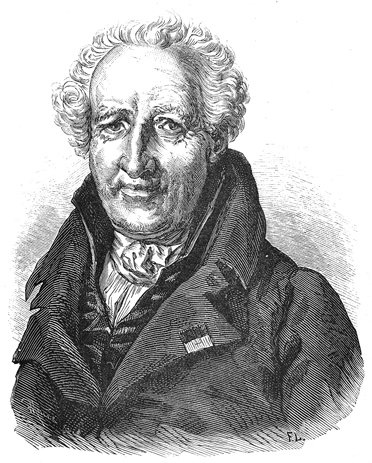
Antoine Laurent de Jussieu

De Jussieu - nazwisko należące do rodziny znanych francuskich botaników żyjących w XVIII i XIX wieku.
Najbardziej znani przedstawiciele rodziny:

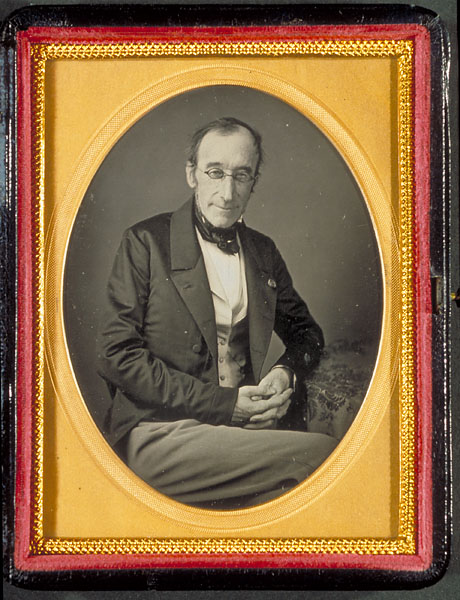
Adrien Laurent de Jussieu

- Antoine de Jussieu (1686-1758) - jego braćmi byli Bernard de Jussieu i Joseph de Jussieu, jego synem był Antoine Laurent de Jussieu, a jego wnukiem Adrien Laurent de Jussieu

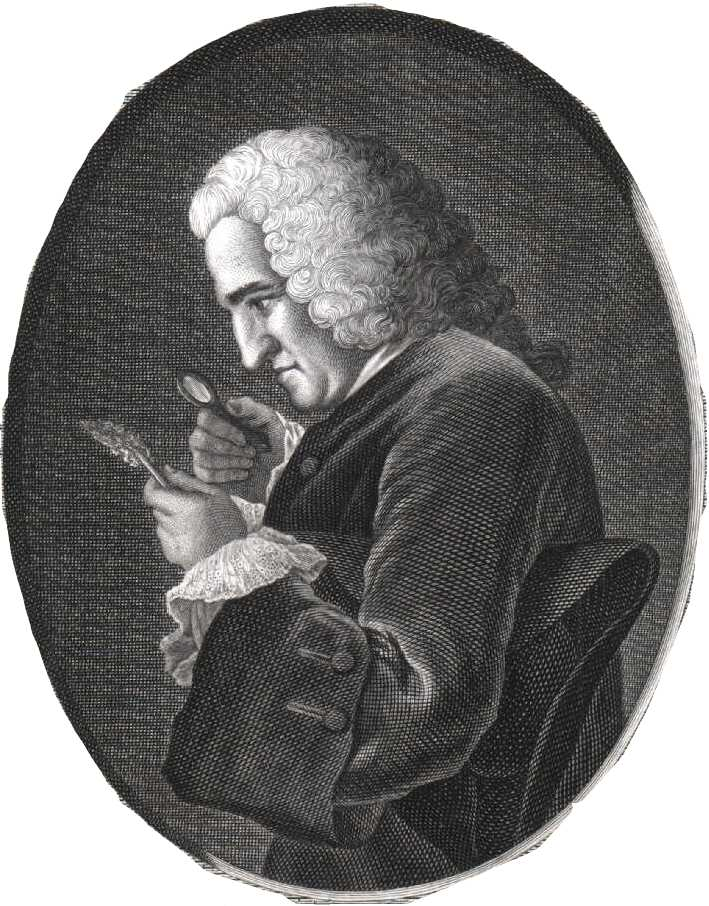
Bernard de Jussieu

- Bernard de Jussieu (1699-1777) - jego braćmi byli Antoine de Jussieu oraz Joseph de Jussieu, a jego bratankiem Antoine Laurent de Jussieu

- Antoine Laurent de Jussieu (1748-1836)  - jego synem był Adrien Laurent de Jussieu

- Adrien Laurent de Jussieu (1797-1853) - jego ojcem był Antoine Laurent de Jussieu, a jego dziadkiem Antoine de Jussieu